# Madonna del Certosino
La Madonna del Certosino è un dipinto tempera su tavola (46x40,5 cm) di Bergognone, databile al 1488-1490 e conservata nella Pinacoteca di Brera a Milano.

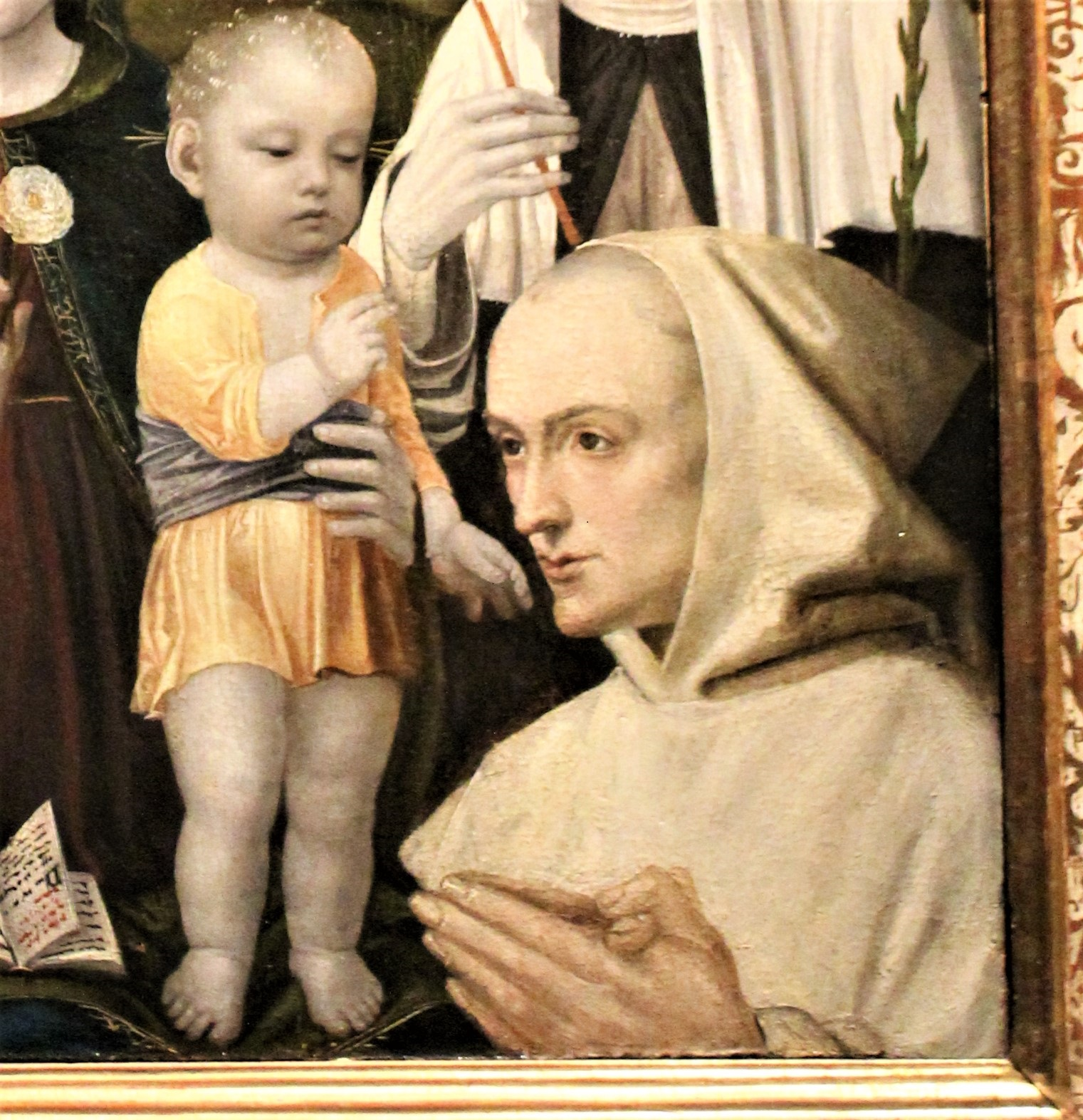
Particolare – Madonna del Certosino identificato nel beato Stefano Maconi.

## Storia
Della piccola tavola si conosce poco. Proviene dalla certosa di Pavia, dove decorava in tutta probabilità la cella di un monaco e dove Bergognone lavorò dal 1486 al 1494. Arrivò in Pinacoteca nel 1891, per acquisto dalla collezione di Carlo Henfrey a Pavia.

## Descrizione e stile
Maria tiene in piedi sul grembo Gesù Bambino, che con una mano benedice un monaco certosino inginocchiato e in preghiera, mentre dietro di loro si trova santa Caterina da Siena. Si è ipotizzato che il monaco fosse il committente o comunque il destinatario dell'opera, ma studi più approfonditi tendono a identificarlo col beato Stefano Marconi, fervido devoto di santa Caterina e priore del convento tra il 1411 e il 1421.
La Vergine tiene in mano una rosa bianca, simbolo di purezza, che ha lo stesso significato del giglio retto da Caterina. Sulle ginocchia tiene anche un libro, simbolo delle Sacre Scritture che dovevano guidare la meditazione dei monaci. Le espressioni dei personaggi sono pudicamente trattenute, mentre più incisiva è l'individuazione fisiognomica, soprattutto del monaco.
Lo sfondo è un lontano paesaggio tipicamente lombardo, dai colori quieti e un po' spenti; vi si vede una città lacustre, con barchette e altre figure umane, e in alto a destra una chiesa isolata, probabile riferimento alla Certosa stessa.